# Raoul Albani
Raoul Albani (Trevignano Romano, 10 febbraio 1957) è un allenatore di calcio a 5, dirigente sportivo, ex calciatore ed ex giocatore di calcio a 5 italiano.

## Carriera

### Giocatore

#### Calcio
Esordisce all'età di 23 anni nella Lazio contro il Catania il 28 settembre 1980, realizzando un goal. Realizza la sua seconda rete con la maglia della Lazio nella partita contro l'Atalanta del 19/10/1980 allo Stadio Olimpico. Termina il suo unico campionato di Serie B con la squadra romana totalizzando 7 presenze e 2 reti. Passa nella stagione successiva tra le file del Latina e quindi al Frosinone, per poi alternarsi fra Trevignano e Maccarese, chiudendo in seguito la carriera da calciatore per intraprendere quella di giocatore di calcio a 5.

#### Calcio a 5
Utilizzato nel ruolo di giocatore di movimento, Albani ha disputato 29 gare nella Nazionale italiana, segnando 19 reti. Come massimo riconoscimento in carriera vanta la partecipazione al FIFA Futsal World Championship 1989 in cui gli azzurri sono stati eliminati nel girone del secondo turno.

### Allenatore

#### Calcio a 5
Terminata la carriera di giocatore di calcio a 5, principalmente in squadre di club romane, intraprende quella di allenatore delle formazioni di categoria. Intraprende la prima esperienza in Serie B alla guida della Rete Oro, per poi allenare squadre di maggior prestigio, quali Perugia e Cesena. Nelle stagioni 2005/2007 guida la Maran Spoleto che ha portato dalla Serie B alla Serie A; successivamente torna al Perugia (2007-08) rimanendovi per un anno. Tra il 2009 e il 2015 è CT della Nazionale maschile under 21 di calcio a 5 dell'Italia. Dopo sei anni lascia la panchina degli azzurrini per tornare a guidare una squadra di club ovvero l'Orte, neopromosso in Serie A. Dopo appena alcune settimane, l'esclusione della società dalla massima serie, con la contestuale ripartenza dalla serie B, sancisce il divorzio tra il tecnico e la società.

### Dirigente sportivo
Dal 1983 al 1989 Albani è stato responsabile del settore giovanile del Trevignano, formazione dilettantistica laziale.